# Ерік Піанка
Ерік Піанка (англ. Eric Rodger Pianka, 23 січня 1939, округ Сискію, Каліфорнія — 12 вересня 2022) — американський біолог (зоолог, еволюційний еколог), співробітник Техаського університету, автор книжки «Еволюційна екологія» (англ. Evolutionary Ecology), в якій було зроблено класичну спробу пов'язати еволюціонізм з екологією. Книгу було вперше видано на початку 70-х років  XX ст., a згодом багато разів перекладено різними мовами (грецькою, японською, російською, польською, іспанською) та іншими.

## Біографія
Ще в дитинстві цікавився ящірками та слимаками. У квітні 1952 року брав участь як скаут у нічній екскурсії, під час якої хлопчики були зачаровані феєрверками, видимих здаля над містом. Після цього брати Піанки на власному подвір'ї почали бавитися з базукою, і, як наслідок, у 13-річного Еріка було дуже скалічено руки і ноги.
Закінчив Карлетон-Коллеж в 1960 р., після чого пройшов докторантські студії в Університеті Вашингтону в Сієтлі i здійснював дослідження в Університеті Західної Австралії. Габілітацію пройшов, працюючи з Робертом Макартуром в  Принстонському університеті в 1966—1968 рр. З 1968 р. — професор еволюційної екології в Університеті Техасу в Остіні.
За 45 років академічної діяльності опублікував 18 власних книжок (серед яких класичний підручник «Evolutionary Ecology», а також автобіографію), розділи в колективних монографіях, щонайменше 200 наукових статей. Зробив сотні доповідей у провідних академічних установах світу.

## Публікації
Список публікацій, представлений нижче (авторство i співавторство), складений самим Піанкою, вміщено на його Інтернет-сторінці (Eric Pianka, Denton A. Cooley Centennial Professor, Section of Integrative Biology U.T.Austin):
- 1994 — The Lizard Man Speaks, University of Texas Press, Austin,
- 1994 — Lizard Ecology: Historical and Experimental Perspectives, Princeton University Press,
- 2000 — Evolutionary Ecology (edition 6), Benjamin-Cummings, Addison-Wesley-Longman. San Francisco,
- 2001 — How often do lizards «run on empty?» Ecology 82: 1-7,
- 2001 — Allometry of clutch and neonate sizes in monitor lizards (Varanidae: Varanus), Copeia 2001: 443–458,
- 2001 — Food web laws or niche theory? six independent empirical tests, American Naturalist 158: 193–199,
- 2002 — A general review of zoological trends during the 20th century, A. Legakis, S. Sfenthourakis, R. Polymeni, and M. Thessalou-Legaki, eds. Proc. 18th International Congress of Zoology, pp.3-13,
- 2003 — Lizards: Windows to the Evolution of Diversity, University of California Press, Berkeley,
- 2003 — History and the global ecology of squamate reptiles, American Naturalist 162: 44-60,
- 2003 — Assessing biodiversity with species accumulation curves: Inventories of small reptiles by pit-trapping in Western Australia, Austral Ecology 28: 361–383,
- 2003 — Systematics of the lizard family Pygopodidae with implications for the diversification of Australian temperate biotas, Systematic Biology 52: 757–780,
- 2004 — Historical patterns in lizard ecology: what teiids can tell us about lacertids, W V. Perez-Mellado, N. Riera i A Perera (eds.) The Biology of Lacertids. Evolutionary and Ecological Perspectives, Institut Menorqui d'Estudis. Recerca 8: 139–157,
- 2004 — Varanoid Lizards of the World, Indiana University Press,
- 2005 — Ecology's Legacy from Robert MacArthur, Chapter 11 (pp. 213–232) in K. Cuddington i B. Biesner, eds. «Ecological Paradigms Lost: Theory Change», Academic Press,
- 2005 — Integrative biology of sticky feet in geckos, BioEssays 27: 647–652,
- 2005 — Deep history impacts present day ecology and biodiversity, Proc. Nat. Acad. Sci. 102: 7877-7881,
- 2006 — The Scaly Ones. Natural History, July/August 2006, vol. 115: 28-35.

## Нагороди i премії

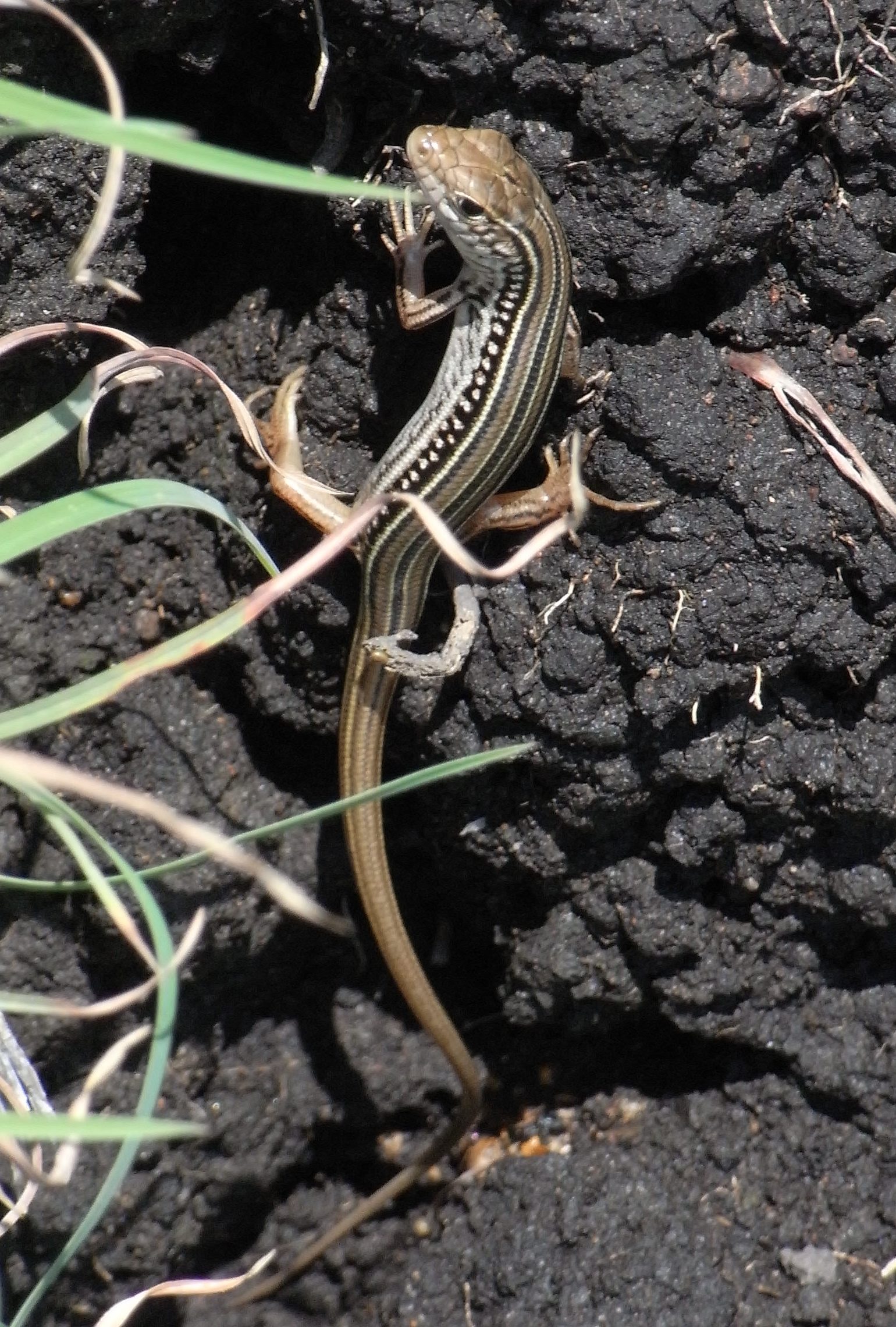
Ctenotus robustus — один з видів ящірок, що зачарували Еріка Піанку, відомого як «The Lizard Man»

Ерік Піанка був відзначений багатьма титулами, нагородами та іншими відзнаками; від його прізвища походять, серед іншого, назви видів Ctenotus piankai Storr 1968 (сцинк), Oochoristica piankai Bursey, Goldberg et Woolery 1996 (цестода) та Skrjabinodon piankai Bursey et Goldberg 1999 (нематода). Нижченаведений перелік відзнак складений самим Еріком Піанкою:
- 1978 — Guggenheim Fellow,
- 1981 — Fellow, American Association for the Advancement of Science,
- 1986 — Denton A. Cooley Centennial Professorship in Zoology, 1986--(for life)
- 1990 — Fulbright Senior Research Scholar, Australia,
- 1998 i 2003 — Dean's Fellow, Fall Semesters,
- 1999 — Teaching Excellence Award, College of Natural Sciences,
- 2001 — Big XII Faculty Fellowship,
- 2004 — Best non-fiction book, Oklahoma Center for the Book,
- 2004 — Distinguished Herpetologist, Herpetologists' League,
- 2004 — Featured in a 2004 Russian book «Faces of Ecology» by G.C. Rosenberg along with many famous ecologists
- 2005 — Grand Prize, Ninth Annual UT Coop Robert W. Hamilton Book Awards,
- 2006 — Distinguished Scientist, Texas Academy of Science,
- Inaugural Address for Ecology, Evolution and Behavior program, Texas A&M University,
- Lawrence Slobodkin Lecture in Evolution, State University of New York, Stony Brook.